# Тхутоб Намґ'ял
Тхутоб Намґ'ял (1860—11 лютого 1914) — 9-тий чоґ'ял (монарх) Сіккіму, що правив з 1874 по 1914 роки. Тутоб Намґ'ял успадкував трон від свого сводного брата Сідеконґа Намґ'яла, що помер недієздатним.

## Життєпис
Протяом його правління напруження між непальськими переселенцями та корінним населенням країни привело до військового втручання британців, що фактично керували Гімалайським регіоном. Британці розв'язали сумеречку на користь непальців, що привело до розбіжностей з чоґ'ялом, який втік до Тибету та встановив союз із цією країною.
Після серії сутичок між тибетцями та британціями біля Джелеп Ла, тибетці були змушені відступити, а чоґ'ял стал залежним правителем від британського посланника Клода Вайта, призначеного в 1889 році. В 1894 році Тутоб Намґ'ял переніс столицю з Тумлонґу на її сучасне місцерозташування у Ґанґтоці. В 1911 році чоґ'ял отримав британський лицерський титул.
Тутоб Намґ'ял помер в 1914 році, йому успадкував його син Сідеконґ Намґ'ял II. На честь Тутоба Намґ'яла в 1917 році в Ґанґтоці був збудований Меморіальний госпіталь сера Тутоба Намґ'яла (STNM).